# ホリデーオンリー: とりあえずボッチ回避法?
『ホリデーオンリー: とりあえずボッチ回避法?』（原題:Holidate）は2020年に配信されたアメリカ合衆国のロマンティック・コメディ映画である。監督はジョン・ホワイトセル、主演はエマ・ロバーツが務めた。

## 概略
イリノイ州。アラサーの女性、スローンは祝日が嫌で嫌でしょうがなかった。と言うのも、祝日に親族と顔を合わせる度、恋人がいないことについてあれこれ言われていたのである。そんなある日、スローンはジャクソンと名乗る男性と出会い意気投合した。ジャクソンから「祝日を満喫するためにはパーティーに同伴してくれる女性が必要だが、女性と真剣に交際したいわけではない」と聞かされ、利害一致を感じたスローンは「だったら、祝日の間だけ私と恋人のふりをすれば良い。そうすれば、私は親族から口出しされずに済むし、貴方はパーティーを思う存分楽しめる」と提案した。ジャクソンは喜んでその申し出を承諾した。
こうして、恋人のふりをすることになった2人だったが、徐々に本物の恋愛感情が芽生えていくのだった。

## キャスト
※括弧内は日本語吹替
- スローン：エマ・ロバーツ（武田華）
- ジャクソン：ルーク・ブレイシー（阪口周平）
- ニール：アンドリュー・バチェラー
- アビー：ジェシカ・キャプショー（小林優子）
- ファルーク：マニーシュ・ダヤール
- ピーター：アレックス・モファット（森宮隆）
- ヨーク：ジェイク・マンリー（天野宏郷）
- リズ：シンシー・ウー（鳥越まあや）
- エレイン：フランシス・フィッシャー（一柳みる）
- スーザンおばさん：クリスティン・チェノウェス（新谷真弓）
- ウォーリー：ダン・ローリア
- 薄汚いサンタクロース：カール・マクダウェル
- フェリシティ：ニコラ・ペルツ
- リュック：ジュリアン・マーロン
- アニー：ミカエラ・フーヴァー
- カーリー：エイミー・カレロ
- カーリーの母親：ミーガン・ホラウェイ
- デイジー：サヴァンナ・レイナ（山下音彩）
- バリー：ビリー・スローター
- カーリーの父親：カルロス・ラカマラ

## 製作・マーケティング
2019年3月、エマ・ロバーツの出演が決まった。5月14日、ジェシカ・キャプショー、ルーク・ブレイシー、ジェイク・マンリー、アンドリュー・バチェラー、マニーシュ・ダヤール、フランシス・フィッシャー、クリスティン・チェノウェスの起用が発表された。同月、本作の主要撮影がジョージア州アトランタで始まった。6月、アレックス・モファットがキャスト入りした。2020年9月30日、本作のオフィシャル・トレイラーが公開された。10月14日、ダン・ジ・オートメイターが本作で使用される楽曲を手がけるとの報道があった。

## 評価
本作に対する批評家の評価は平凡なものに留まっている。映画批評集積サイトのRotten Tomatoesには49件のレビューがあり、批評家支持率は45%、平均点は10点満点で5.2点となっている。サイト側による批評家の見解の要約は「ロマコメお決まりの展開を内部から突き崩そうというアプローチは新鮮である。しかし、非現実的な設定とあまりに下品なジョークによって、『ホリデーオンリー: とりあえずボッチ回避法?』のそうした魅力は相殺されてしまった。」となっている。また、Metacriticには15件のレビューがあり、加重平均値は44/100となっている。